# Alchemilla basaltica
Alchemilla basaltica é uma espécie de rosácea do gênero Alchemilla, pertencente à família Rosaceae.